# Grafenbach-St. Valentin
Grafenbach-St. Valentin é um município da Áustria localizado no distrito de Neunkirchen, no estado de Baixa Áustria.